# Nina Willis
Nina Willis   (Geòrgia, 14 de gener de 1909) és una supercentenària estatunidenca.
Va néixer a Geòrgia, als Estats Units, i va ser la tretzena de vint germans. Durant molts anys va treballar a una granja com agricultora. Es va traslladar a Atlanta el 1957, on va fer feines domèstiques i va treballar als magatzems de Kessler. Casada amb Charles Willis, no han tingut fills. Li agrada mirar els esports, sobretot el bèisbol i el bàsquet, i és fan de l'equip Atlanta Braves.